# Louis Meunier
Pour les articles homonymes, voir Meunier.
Louis Meunier est un aventurier, réalisateur et écrivain français.

## Biographie
Louis Meunier nait à Clichy en 1978. Un contrat d'humanitaire en poche, il débarque en Afghanistan au début de l'année 2002.
Il traverse l'Afghanistan à cheval au cours de l'année 2005 sur les traces d’Ouroz, le héros de Joseph Kessel dans son roman Les Cavaliers. De 2007 à 2009, il joue au bouzkachi, le sport national afghan, au sein de l'équipe de Kaboul. En 2009, il organise la première ascension afghane du plus haut sommet d'Afghanistan (Mont Noshaq, 7.492 mètres). En 2014, il entreprend la rénovation du plus grand cinéma d'Afghanistan avec l'objectif de le transformer en centre culturel.
Il crée une société de production audio-visuelle basée à Kaboul et réalise des documentaires pour la télévision et des campagnes de communication pour des projets humanitaires. Ses réalisations, bien qu'invitant au voyage et à l'évasion, sont ancrées dans le réel et engagées pour la défense de la diversité culturelle et la liberté d'expression.
Son premier long-métrage, Kabullywood, sort en France en 2019.
Il est membre de la Royal Geographical Society.
Il est marié et a deux enfants.

## Filmographie
- 2011 : 7000 mètres au-dessus de la guerre
- 2012 : Prisonniers de l'Himalaya
- 2013 : Tadjikistan : sueurs froides
- 2015 : Kabul Cinema
- 2016 : Sur les chemins de traverse
- 2016 : Les Cavaliers afghans, sur les traces de Joseph Kessel en Afghanistan
- 2017 : Kabullywood[4],[5],[6]
- 2020 : Nomades d'Iran, l'instituteur des Monts Zagros

## Distinctions
- 7000 mètres au-dessus de la guerre: documentaire primé dans de nombreux festivals : prix du public et prix du film d’aventure du festival international du film de montagne d’Autrans, Grand Prix du festival Aventure et Découverte de Val d’Isère[7], Diable d'Or du festival du film des Diablerets, Grand prix du festival du film d’aventure de La Rochelle, Grand prix et prix du public du festival Curieux Voyageurs de Saint-Étienne, Prix Alain Bombard des Ecrans de l’Aventure, entre autres
- Prisonniers de l'Himalaya: Le film a reçu plusieurs distinctions, dont Grand prix du festival Terres d’Aventure, Prix spécial du jury du festival Explorimages, Prix du meilleur documentaire international du festival du film afghan entre autres[8]
- Kabul Cinema: film récompensé par le Grand Prix du Festival Aventure et Découverte de Val d’Isère[9], ainsi que le Grand Prix du Festival Curieux Voyageur 2016[10] et Prix spécial du jury aux Écrans de l'Aventure de Dijon en 2015.
- Les Cavaliers afghans, sur les traces de Joseph Kessel en Afghanistan: récompensé par le Prix Alain Bombard des Ecrans de l’Aventure et le Diable d'Or du festival du film des Diablerets
- Kabullywood: Prix de la critique au Festival international du film oriental de Genève (2017), prix du meilleur réalisateur au Rajasthan International Film Festival
- Nomades d'Iran, l'instituteur des monts Zagros: Edelweiss d’or au BBVA Mountain Film Festival (2021), prix du public du Vancouver International Mountain Film Festival, meilleur film dans la catégorie Culture du festival international du film de montagne de Tegernsee